# Grande Mahele
O Grande Māhele ("dividir ou particionar") ou apenas o Māhele foi a redistribuição de terras havaiana proposta pelo rei Kamehameha III. O Grande Māhele foi um dos episódios mais importantes da história do Havaí, perdendo apenas para a derrubada do Reino do Havaí. Embora pretendesse fornecer títulos seguros para os havaianos, isso acabaria separando muitos deles de suas terras.

## Declaração de Direitos
A Declaração de Direitos Havaiana de 1839, também conhecida como Constituição do Havaí de 1839, foi uma tentativa de Kamehameha III e seus chefes de garantir que o povo havaiano não perderia suas terras e forneceu a base para um sistema de livre empresa. O documento, que tinha um código de leis anexo, foi redigido pelo ex-aluno da escola missionária Lahainaluna Boaz Mahune, revisado pelo Conselho de Chefes e por Kamehameha III em junho de 1839.